# Robert Coover
Robert Coover, född 4 februari 1932 i Charles City, Iowa, död 5 oktober 2024 i Warwick, Storbritannien, var en amerikansk författare.
Coover debuterade med The Origin of the Brunists 1966.